# Prêmio Emanuel R. Piore IEEE
O Prêmio Emanuel R. Piore IEEE (em inglês:  IEEE Emanuel R. Piore Award) do Instituto de Engenheiros Eletricistas e Eletrônicos foi um prêmio de informática concedido de 1977 a 2012. Foram reconhecidos personalidades individuais ou equipes de até dois componentes, em memória de Emanuel Piore.

## Recipientes
As seguintes pessoas receberam o Prêmio IEEE Emanuel R. Piore:
- 1977: George Stibitz
- 1978: John Presper Eckert, John Mauchly
- 1979: Richard Hamming
- 1980: Lawrence Rabiner, Ronald W. Schafer
- 1981: não concedido
- 1982: Ken Thompson, Dennis Ritchie
- 1983: Niklaus Wirth
- 1984: Harvey G. Cragon
- 1985: Azriel Rosenfeld
- 1986: David Cannon Evans, Ivan Sutherland
- 1987: David Kuck
- 1988: Grace Hopper
- 1989: Peter Franaszek
- 1990: Allen Newell
- 1991: Joseph F. Traub
- 1992: Harold Stuart Stone
- 1993: Makoto Nagao
- 1994: John LeRoy Hennessy
- 1995: Yale Patt
- 1996: Edward Joseph McCluskey
- 1997: Shun'ichi Amari
- 1998: Janak H. Patel
- 1999: Narendra Ahuja
- 2000: William Kahan
- 2001: Ravishanker K. Iyer
- 2002: Brian Randell
- 2003: Giovanni De Micheli
- 2004: Leslie Lamport
- 2005: Jacob A. Abraham
- 2006: Robert Brayton
- 2007: Randal Bryant
- 2008: Richard Rashid
- 2009: David DeWitt
- 2010: Nancy Lynch
- 2011: Shafi Goldwasser
- 2012: Fred B. Schneider